# Indiana University School of Medicine
Het Indiana University School of Medicine is een onderdeel van de Purdue-universiteit campus in Indianapolis. Het is het enige instituut in Indiana dat universitair medisch onderwijs verschaft en het is de op een na grootste medische faculteit in de Verenigde Staten na de University of Illinois College of Medicine.
De opleiding werkt samen met onder meer het Wishard Memorial Hospital en het James Whitcomb Riley Hospital for Children en heeft een partnerschapsverband met het Moi University School of Medicine in Kenia.